# Консорциум Девы
Консорциум Девы (англ. Virgo Consortium) — международное научное объединение, занимающееся моделированием космологических процессов с использованием суперкомпьютеров. Его основными членами являются около 12 учёных из Великобритании, Германии, Нидерландов, Канады, США и Японии.

## Проекты
Наиболее известным результатом группы является моделирование «Милленниум», результаты которого были опубликованы в журнале Nature в 2005 году. Его целью было изучение формирования крупномасштабной структуры Вселенной в стандартной космологической модели. Для этого моделировалось движение 10 миллиардов частиц в кубе размером 2 миллиарда световых лет. Расчёты на суперкомпьютере в Гархинге заняли более месяца, и их результаты оказались в хорошем согласии с наблюдательными данными.
В 2009 году группа провела моделирование «Милленниум-2», в котором изучалось формирование структур в меньшем объёме, но с более высоким разрешением.
Консорциум Девы занимается также N-частичным моделированием и формированием эволюции структур на галактических масштабах: ведутся моделирования гало тёмной материи, галактик, межгалактического газа.
При выполнении своих расчётов группа, в основном, опирается на вычислительные мощности кластеров Кембриджского университета и Института астрофизики общества Макса Планка.

## Участвующие страны и университеты
- Великобритания: Даремский университет, Кембриджский университет, Ноттингемский университет, Суссекский университет, Эдинбургский университет
- Германия: Институт астрофизики общества Макса Планка
- Нидерланды: Лейденский университет
- Канада: Университет Куинс, Университет Макмастера
- США: Университет Карнеги — Меллон
- Япония